# Le vent se lève (roman)
Pour les articles homonymes, voir Le vent se lève.
Le vent se lève (風立ちぬ, Kaze tachinu) est un roman japonais autobiographique de Tatsuo Hori, écrit en 1936-1937. 

## Résumé
L'histoire raconte la relation entre un écrivain et sa fiancée Setsuko alors que celle-ci est atteinte de la tuberculose. Il l'accompagne au sanatorium de Nagano au Japon où ils vivent ensemble les longs derniers moments de souffrance de la malade,.

## Adaptations au cinéma
Le récit a été adapté au cinéma trois fois : deux films en prises de vue réelles réalisés en 1954 et 1976 et un film d'animation, Le vent se lève de Hayao Miyazaki, sorti en 2013,. Plus connu que le roman qui l'a inspiré, et adapté d'un manga de son réalisateur, le dessin animé diffère de l’œuvre d'origine en ancrant le récit dans un contexte réaliste (biopic de Jiro Horikoshi), tout en s'inspirant de l'amour entre les deux personnages principaux de Hori.